# Laykyun Sekkya
Tượng Phật Laykyun Sekkya (tiếng Miến Điện: လေးကျွန်းစင်္ကြာ) là bức tượng cao thứ ba trên thế giới với chiều cao 116 mét. Bức tượng này của Đức Phật Tất-đạt-đa Cồ-đàm đứng trên bệ cao 13,5 mét đặt tại làng Katakan Taung, gần Monywa, Myanmar. Việc xây dựng bắt đầu vào năm 1996 và tượng được hoàn thành vào ngày 21 tháng 2 năm 2008. Tượng được khánh thành bởi vua sư  Abbot Ven. Nãradã.